# Grzegórzki (województwo warmińsko-mazurskie)
Grzegórzki (niem. Gregersdorf) – wieś w Polsce położona w województwie warmińsko-mazurskim, w powiecie nidzickim, w gminie Nidzica, ok. 6 km od Nidzicy.
Przez wieś przebiega droga wojewódzka  trasa Nidzica – Wielbark.

## Przynależność administracyjna
| Okres     | Jednostka administracyjna       | Jednostka administracyjna | Jednostka administracyjna |
| --------- | ------------------------------- | ------------------------- | ------------------------- |
| 1975–1998 | województwo olsztyńskie         | województwo olsztyńskie   | gmina Nidzica             |
| 1999–     | województwo warmińsko-mazurskie | powiat nidzicki           | gmina Nidzica             |